# Mimnerme
Mimnerme (en grec ancien Μίμνερμος / Mímnermos) est un poète et hautboïste grec du VIIe siècle av. J.-C. Un peu plus âgé que Solon, avec lequel il échangera des vers, il a vécu vers 660-600 av. J.-C.
Originaire de Colophon, ses poèmes les plus célèbres sont les élégies adressées à la flûtiste Nannô, sa compatriote. Diogène Laërce fait état de quelques lignes d'Hermésianax à propos de Mimnerme dans lesquels il le dit inventeur « des accents langoureux du pentamètre ». À l'époque de Démétrios de Phalère, ses vers étaient encore chantés au théâtre. C'est le premier poète élégiaque qui ait pris l'amour comme sujet central : son fragment 1 vante en effet les plaisirs de l'amour, mais ses autres fragments ont pour thèmes l'exaltation des plaisirs de la jeunesse, opposée au poids de la vieillesse, et les origines de sa patrie, Colophon. Un fragment original décrit la course du Soleil (fr. 12).

## Style
Diogène Laërce cite quelques vers, et le nom d'un de ses poèmes, Nannô. Mimnerme écrit en dialecte ionien ; il a recours au distique élégiaque pour exprimer des sentiments amoureux et sa vision de la vie. Il a doté l'élégie d'un ton plus tendre et mélancolique. Mimnerme fut le premier poète à composer des vers élégiaques appropriés pour la poésie d'amour. Il compose ses poèmes pour être accompagnés de musique de flûte — musique pour laquelle le poète Hipponax dit : « Il [Mimnerme] utilise l'air mélancolique d'une branche du figuier ».